# 硝石战争
硝石戰爭（西班牙語：Guerra del Salitre），亦稱太平洋戰爭 （西班牙語：Guerra del Pacífico） （1879–1883） 。这次戰爭中，秘魯和玻利維亞共同對抗智利。智利最終獲勝，奪得原本屬秘魯的塔拉帕卡省和阿里卡省，以及玻利維亞的滨海省（Litoral）。自此之後，玻利維亞失去出海口，成為內陸國。

## 背景
隨着工業革命在十九世紀於歐洲開展，生活環境及質素大幅提升，導致人口的急速上升，糧食生產漸漸追不上人口的增長速度。以農業革命後的耕種技術，經過數年密集耕作後，就算再肥沃的土地也很難繼續保持肥力，嚴重限制農產的品質；因此，當時農民每在一片田上耕種數年後，就被逼將其丟空一年或者栽種其他有助回復肥力的作物，令土地回復肥力以保持農產品質。這種耕種模式稱為「輪耕制」。然而，在工業革命以後，德國著名化學家李比希在1840年發現了氮磷化合物乃植物生長之必須元素，而富含該等化合物的海鳥糞可用作製備化肥，施用後不但能夠令土地即時回復肥力，還能連帶大幅提升農產的產量及品質。此外，氮元素除用作製肥外亦是製造火藥炸藥的必需品，但在哈伯法出現之前氮元素的實用化合物亦只能透過鳥糞礦、硝石等天然礦產提取，令鳥糞礦的戰略地位更顯重要。
南美西部阿塔卡馬沙漠狹長的太平洋東南岸沿海地區，因受著名的秘魯凉流眷顧而使當地天氣乾燥少雨，鳥糞中水溶性高的氮磷化合物較難因下雨而流失，容易在乾燥的沙漠上堆積，故此該地盛產鳥糞磷礦。此後，該資源被大量出口，而玻利維亞、秘魯等生產國藉此機遇大發橫財，自此鳥糞礦開始成為了國際之間的重要戰略資源。
阿塔卡馬沙漠位於玻利維亞、智利和秘魯的交界處，在西班牙殖民統治時期從未明確劃定歸屬。三國獨立后，秘魯據有北部塔拉帕卡大區，玻利維亞據有中部安托法加斯塔地區，智利則取得沙漠南部的餘下地區。三國均宣稱擁有整個阿塔卡馬沙漠主權。由於沙漠的中、北部地區鳥糞和硝石礦藏蘊量較豐，使得三國的爭執益發尖銳。

## 起因
1866年，智利與玻利維亞簽定邊界條約，規定以南緯24°線為兩國邊界，南緯23°線與25°線之間一切礦產品和輸出產品的關稅，由兩國平分。同年，智利和英國合資經營的硝石公司同玻利維亞簽訂合約，取得在安托法加斯塔地區的開採權。1874年，玻、智兩國簽訂新約，規定智利政府放棄南緯24°以北地區的全部權利，玻利維亞同意在5年內對智利公司不提高現行稅率。1878年，玻利維亞政府出於籌措軍費的需要，決定單方面增加智利–英國礦業公司稅額。但是礦業公司根據1874年條約拒絕繳納。玻利維亞政府決定沒收其全部資產並公開拍賣。作為報復，1879年2月14日，智利在英國的支持下，出兵佔領玻利維亞最大的港口安托法加斯塔。而秘魯與玻利維亞關係密切，雙方曾在1873年秘密締結軍事同盟條約。危機爆發后，秘魯和玻利維亞政府向國內下達軍事動員令，并積極從歐洲購買軍火。智利遂於1879年4月5日正式向秘魯和玻利維亞兩國宣戰。

## 戰爭結果
1881年1月，智利军队占领秘鲁首都利马。1883年10月20日，秘魯與智利在利馬以北的安孔簽訂條約，結束了南美太平洋戰爭。根據《安孔條約》，秘魯將塔拉帕卡省割讓給智利，並將塔克納和阿里卡兩地區交給智利管轄10年，其中在1929年，塔克納省回歸秘魯；1884年4月玻利維亞與智利在瓦爾帕萊索簽訂了停戰協定，實際承認了智利對玻利維亞沿海地區的佔領，南美太平洋戰爭正式宣告結束。玻利維亞也因此喪失了唯一的濱海省份與重要港口安托法加斯塔，自此成為內陸國家。1904年，智利與玻利維亞签署了《智利—玻利维亚和平与友谊协定》，此协定确立了当代智利和玻利维亚的国界线，而玻利维亚政府也承认了智利对安托法加斯塔的主权，但可以使用智利的铁路和安托法加斯塔、阿里卡等海港，另外，作为补偿，智利同意帮助玻利维亚修建一条由智利阿里卡直达玻利维亚拉巴斯的铁路。

## 後繼影響
战争勝利後，智利佔領了秘鲁的塔拉帕卡省，从而几乎控制了世界的硝石礦山，在此后30多年里，硝石成为智利最重要的出口产品，幾乎垄断了全世界的硝石市场，另外，智利在赢得硝石战争后也解决了国内外的威胁，并成为了與阿根廷、巴西并列的「ABC強國」。

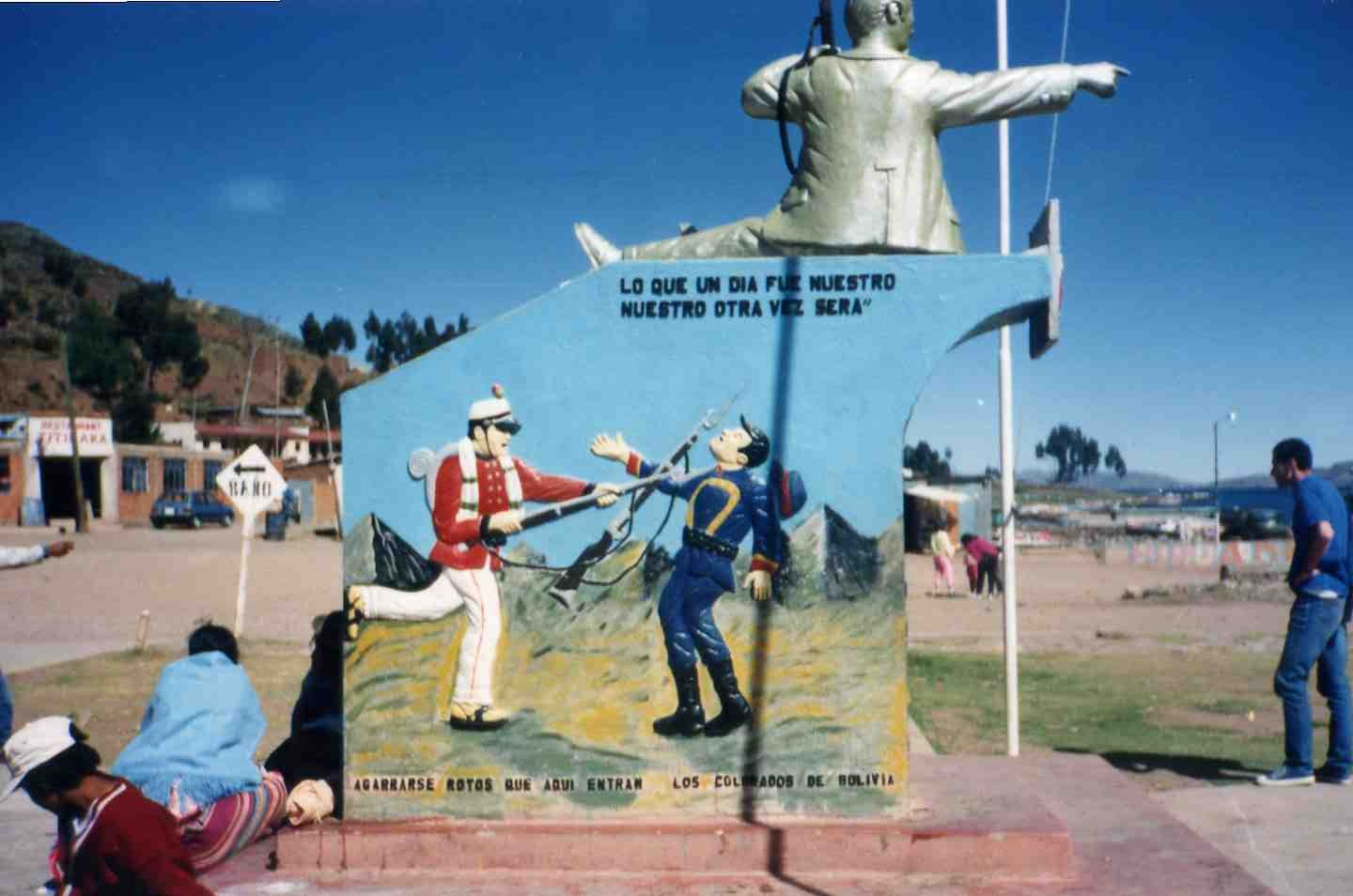
玻利維亞的一幅反智利的浮雕宣傳畫，寫道：「我們終將奪回我們的出海口」以及「看招，智利佬，玻利維亞軍隊回來了」

玻利維亞成為内陆国後，因為沒有出海口且環境極其惡劣，其经济的发展也受到了严重地影响。自战争结束后的130多年里，玻利维亚从没放弃索要出海口的要求，其与智利的关系也因出海口问题难以改善，1978年，玻利维亚即因出海口问题再次與智利断绝外交关系且仍未恢復，因此，玻利維亞和智利僅在對方國家設立領事館。

## 延伸阅读
1. 1 2  Sater 2007，第349頁 Table 23.
2. 1 2  Sater 2007，第348頁 Table 22. The statistics on battlefield deaths are inaccurate because they do not provide follow up information on those who subsequently died of their wounds.
3. ↑  .   [2015-07-26]. （原始内容存档于2018-02-11）.
4. ↑  .   [28 May 2013]. （原始内容存档于11 July 2013） （西班牙语）.

- Barros Arana, Diego.  1. Santiago, Chile: Librería Central de Servat i Ca. 1881a （西班牙语）.
- Barros Arana, Diego.  2. Santiago, Chile: Librería Central de Servat i Ca. 1881b （西班牙语）.
- Basadre, Jorge. . Lima, Peru: Peruamerica S.A. 1964. （原始内容存档于December 11, 2007） （西班牙语）.
- Boyd. Robert N. Chili: Sketches of Chili and the Chilians During the War 1879-1880. (1881)
- Bulnes, Gonzalo. . Santiago, Chile: Imprenta Universitaria. 1920.
- Villalobos, Sergio.  2nd. Chile: Editorial Universitaria. 2004. ISBN 9789561116016 （西班牙语）.
- English, Adrian J. . Jane's Information Group, Incorporated. 1985. ISBN 978-0-7106-0321-0.
- Farcau, Bruce W. . Westport, Connecticut, London: Praeger Publishers. 2000  [January 17, 2010]. ISBN 978-0-275-96925-7.
- Jefferson Dennis, William.  8. Iowa: University Iowa City. 1927  [2020-03-28]. （原始内容存档于2020-04-01）.
- Paz Soldan, Mariano Felipe. . Buenos Aires, Argentina: Imprenta y Libreria de Mayo, calle Peru 115. 1884 （西班牙语）.
- Sater, William F. . Lincoln and London: University of Nebraska Press. 2007  [2020-03-28]. ISBN 978-0-8032-4334-7. （原始内容存档于2020-04-01）.
- Sater, William F. . Lincoln and London: University of Nebraska Press. 1986. ISBN 978-0-8032-4155-8.
- Scheina, Robert L. . Potomac Books, Inc. 2003  [2020-03-28]. ISBN 978-1-57488-450-0. （原始内容存档于2020-04-01）.
- O'Brien, Thomas F. . Duke University Press: Hispanic American Historical Review. 1980.
- Querejazu Calvo, Roberto. . La Paz-Cochabamba, Bolivia: Editorial los amigos del Libro. 1979 （西班牙语）.
- Querejazu Calvo, Roberto. . La Paz, Bolivia: Editorial los amigos del Libro. 1995 （西班牙语）.
- Kiernan, Victor.  XXXV pages 14–36. Duke University Press: Hispanic American Historical Review. 1955.
- Yrigoyen, Pedro. . Lima: San Marti & Cía. Impresores. 1921 （西班牙语）.